# Saint-Bonnet-le-Troncy
Saint-Bonnet-le-Troncy è un comune francese di 319 abitanti situato nel dipartimento del Rodano della regione Alvernia-Rodano-Alpi.

## Società

### Evoluzione demografica
Abitanti censiti